# Захари-Стояново (Добричская область)
Захари-Стояново (болг. Захари Стояново) — село в Болгарии. Находится в Добричской области, входит в общину Шабла. Население составляет 102 человека.

## Политическая ситуация
Кмет (мэр) общины Шабла — Красимир Любенов Крыстев (Граждане за европейское развитие Болгарии (ГЕРБ)) по результатам выборов.